# Leone Pizzini
Leone Pizzini (Pescantina, 8 novembre 1948) è un ex ciclista su strada italiano, professionista dal 1976 al 1980.

## Carriera
Specialista delle corse a tappe, da dilettante vinse il Giro d'Italia nel 1974 e il Giro della Valle d'Aosta nel 1975. Passato professionista l'anno seguente con la G.B.C. di Dino Zandegù, gareggiò fino al 1980 ma non colse alcun successo, pur partecipando ad alcune edizioni del Giro d'Italia.

## Palmarès
- 1974 (Dilettanti)

Gran Premio Palio del Recioto
2ª tappa Giro d'Italia dilettanti
Classifica generale Giro d'Italia dilettanti
- 1975 (Dilettanti)

Classifica generale Giro della Valle d'Aosta

## Piazzamenti

### Grandi Giri
- Giro d'Italia

1976: 39º
1977: 21º
1979: 88º
- Vuelta a España

1978: 48º